# Katrin Ottarsdóttir
Katrin Ottarsdóttir (født 22. maj 1957) er en færøskfødt filminstruktør og forfatter.

## Biografi
Katrin Ottarsdóttir blev født i 1957 i Tórshavn på Færøerne. Hun tog i 1976 til Danmark og blev i 1982 den første færing, uddannet på Den Danske Filmskole i København. Hun er barnebarn til forfatteren Heðin Brú.
I 1989 modtog Katrin førsteprisen for filmen Atlantic Rhapsody på den tyske filmfestival Nordische Filmtage i Lübeck. Igen i 1999 modtog Katrin Ottarsdóttir hovedprisen på Nordische Filmtage, denne gang med filmen Bye bye bluebird. Samme film modtog også en Tiger Award på den internationale filmfestival i Rotterdam i år 2000. Katrin Ottarsdóttirs datter Hildigunn Eyðfinsdóttir (født 1975) er hovedrolleindehaver i filmen.
Udover at instruere, skriver Katrin Ottarsdóttir også selv sine manuskripter. De fleste skuespillere i Katrin Ottarsdóttirs film er færøske, ligesom det færøske landskab ofte figurerer som en central kulisse i optagelserne.
I 2007 modtog Katrin Ottarsdóttir et treårigt arbejdsstipendium fra den Færøske kulturfond (Mentanargrunnur Landsins) og har siden da arbejdet på en trilogi af filmportrætter af tre færøske kunstnere. Den første film i trilogien Ingen kan lave det perfekte – om billedhuggeren Hans Pauli Olsen – havde premiere i januar 2008. Den anden – En linje om dagen må være nok! – om digteren og multikunstneren Tóroddur Poulsen – havde premiere i september 2008. Den tredje – om forfatteren Jóanes Nielsen havde premiere i 2009.
Alle tre film er såkaldte "one-(wo)man, one camera" produktioner – dvs. at Katrin er både instruktør, fotograf og klipper på filmene.
I 2011 debuterede Ottarsdóttir som digter, da nogle af hendes digte udkom i det færøske litterære tidsskift Vencil. I december 2012 udkom hendes første digtsamling med titlen Eru koparrør í himmiríki? (Er der kobberrør i Himmeriget?). I september 2013 modtog hun M.A. Jacobsen's Kulturpris i kategorien skønlitteratur, for digtsamlingen Eru koparrør í himmiríki? (Er der kobberrør i Himmeriget).
Den 11. september 2014 havde hendes film, Ludo, som er et selvbiografisk, psykologisk drama, premiere i Nordens Hus i Thorshavn. Filmen bygger på digtet med samme titel fra hendes første digtsamling Eru koparrør í himmiríki?. Optagelserne til filmen foregik på øen Sandoy i august 2013. Hovedpersonerne spilles af Lea Blaaberg, som spiller datteren, Hildigunn Eyðfinsdóttir, som spiller den psykisk syge mor og Hjálmar Dam, som spiller faderen.
I 2016 debuterede Ottarsdóttir som novelleforfatter, da hun udgav novellesamlingen Aftanáðrenn på forlaget Sprotin.

## Filmografi
- 2014 – Ludo, spillefilm, 71 min.[3]
- 2011 – Lejlighedsminder. Filminstallation. 5 × 6-8 min.
- 2011 – Budam: Last Song. Musikvideo. 5 min.
- 2009 – Sporene gror ud af ord. Dokumentarfilm. 75 min.
- 2008 – En linje om dagen må være nok!. Dokumentarfilm. 58 min.
- 2008 – Ingen kan lave det perfekte. Dokumentarfilm. 85 min.
- 2003 – Regin smiður - une danse ballade. Dansefilm. 5 min.
- 1999 – Bye Bye Bluebird. Road-movie. 85 min.
- 1995 – Manden der fik lov at gå. Novellefilm. 56 min.
- 1991 – Hannis. Børnefilm. 30 min.
- 1989 – Atlantic Rhapsody - 52 myndir úr Tórshavn. Spillefilm. 74 min.
- 1987 – Regin útiseti. Portræt af Regin Dahl. Dokumentarfilm. 45 min.
- 1982 – Når jeg bliver stor. En kortfilm

## Priser, legater mm.
- 2023 - Mentanarvirðisløn M. A. Jacobsens (Færøernes Litteraturpris) for romanen Summarið varar ikki alt árið longur (da. Sommeren varer ikke hele året længere).
- 2018 - 3-årig kunstnerløn fra Mentamálaráðið.
- 2014 - Modtog Sømdargáva landsins 2014, som er en årlig ydelse på 20.000 kr. resten af livet.[8]
- 2013 - Modtog Mentanarvirðisløn M. A. Jacobsens (Færøernes Litteraturpris) for digtsamlingen Eru koparrør í himmiríki? (Er der kobberrør i himmerige?)
- 2007 - Fik 3-årigt arbejdslegat fra Mentanargrunnur Landsins,[9] som hun brugte til at producere en trilogi af filmsportrætter over tre færøske kunstnere: Om skulptøren Hans Pauli Olsen (2008), om digteren og kunstneren Tóroddur Poulsen (2008) og om forfatteren og digteren Jóanes Nielsen (2009).
- 2000 - Vandt Tiger Award ved den internationale filmfestival i Rotterdam. Katrins datter, Hildigunn Eyðfinnsdóttir (født 1975) spillede en af hovedrollerne i filmen.
- 2000 - Vandt Tilskuerhæderprisen og Ungt publikum-prisen (Young Audience Award) ved den franske filmfestival Festival du film nordique i Rouen.[10]
- 2000 - Fik Hæderlig omtale fra det Økumeniske Domsnævn ved den internationale filmfestival i Mannheim-Heidelberg i Tyskland.
- 1999 - Nomineret til Amandaprisen i kategorien Bedste nordiske spillefilm for filmen Bye bye bluebird.
- 1999 - Vandt 1. prisen for filmen Bye bye bluebird ved den tyske filmfestival Nordische Filmtage i Lübeck.
- 1989 - Vandt 1. prisen for filmen Atlantic Rhapsody ved den tyske filmfestival Nordische Filmtage i Lübeck.